# 气旋可辛尼
热带气旋可辛尼是2002年5月西南印度洋第一场强度达到热带气旋标准——相当于飓风的最低标准——并实现登陆的风暴，也是活跃程度相当高的2001－2002年西南印度洋热带气旋季期间最后一场获得命名的风暴，源于5月2日赤道附近的一条低压槽，该低压槽经马登－朱利安振荡增强，已经催生出另外3场风暴。系统起初向东南移动，之后因受逐渐增强的高压脊影响转向西南。5月6日，可辛尼强化成热带气旋，之后又出现减弱，气象部门预计系统不会再度增强。但到了5月9日，可辛尼已发展出风眼并重新增强至热带气旋标准，达到风力时速130公里的最高强度后从安齐拉纳纳东南方向约60公里吹袭马达加斯加。可辛尼在穿越马达加斯加期间逐渐减弱，之后转向南下再度袭击该国，然后在5月11日逐渐消散。
马达加斯加普降暴雨，第2大城市图阿马西纳在3天时间内的总计降雨量达891毫米。该国东部因暴雨引发多场泥石流和洪灾，水稻和玉米作物受到破坏，约5000人无家可归。全国至少33座桥梁被毁，许多道路受损，还有33人遇难，1200人受伤。气旋吹袭之时，马达加斯加正陷入政治危机，该国2001年总统大选的两大候选人都宣称自己获胜，在选举中落败的在任总统宣布迁都图阿马西纳，动荡的政治环境对救灾工作造成不利影响。

## 气象历史
2002年4月下旬，迪戈加西亚岛西南偏西方向的中南印度洋海域有对流区或雷暴持续存在，并与赤道附近的低压槽关联起来。这片天气系统拥有大规模环流，起初缓慢向东南偏东方向移动。马登－朱利安振荡产生的能量在印度洋向东传播，系统的发展正是受其推动。这条低压槽之前还在北印度洋催生出一场扰动，该扰动以热带气旋强度袭击阿曼。每年春季和夏季，位于南、北两半球的印度洋可能会同时出现类似天气系统。2002年5月，强烈的马登－朱利安振荡催生出两组这样的风暴，之后又在东印度洋产生强低气压吹袭缅甸，还形成一场热带风暴袭击印度尼西亚西南部。4月30日，法国气象局将系统归类为扰动天气区。系统继续缓慢组织，促使联合台风警报中心于5月2日晚发布热带气旋形成警报，法国气象局也在几乎同一时间将系统重新归类为第十四号热带扰动。气旋中心逐渐变得层次分明，雷暴也围绕中心集中，由于风切变很少，系统于5月3日增强成第十四号热带低气压。联合台风警报中心也在这天开始针对第23号热带气旋发布公告。
低气压逐渐发展出雨带和中心密集云区，于5月4日清晨强化成热带风暴并获名“可辛尼”（Kesiny）。风暴仍在继续增强，但其对流起初位于系统中心以西。环流此后移动到雷暴后方，可辛尼因受到逐渐增强的高压脊影响转向西南偏西。5月5日晚，对流内开始形成不规则的风眼，表明风暴还在继续强化。法国气象局在这天把可辛尼升级为强烈热带风暴。5月6日清晨，联合台风警报中心认为风暴强度已经与飓风最低标准等同，1分钟最大持续风速达到每小时120公里。这个时候，气旋北侧和南翼的外流变得明显，但外流的减少也导致风暴弱化。到了5月7日，环流已从对流中暴露出来，气象部门预计系统不会再度强化，其时风暴位为马达加斯加最北端以东约650公里洋面。5月8日晚，可辛尼重新发展出对流并组织成中心密集云区。据法国气象局记载，5月9日清晨，系统已经发展出另一个风眼，风暴很快达到热带气旋强度。这一期间外界大气环境基本保持不变，仅有外流情况有所改善。5月9日晚，可辛尼以风力时速130公里的最高强度从安齐拉纳纳东南方向约60公里处吹袭马达加斯加东北部，成为有纪录以来西南印度洋第一个在5月登陆的热带气旋。穿越该国北部期间，可辛尼的风眼迅速消失，风速也相应回落。气象部门估计系统会在莫桑比克海峡上空再度增强，但实际上可辛尼的强度一直很弱并转向南下。5月10日，风暴降级成热带低气压，随后在马哈赞加东北部再次登陆。5月11日，气旋在陆地上空消散。

## 影响和善后

即将登陆的气旋克辛尼

气旋途经马达加斯加期间产生狂风暴雨，阵风时速高达181公里，降雨量主要集中在外围雨带中心东南方向。该国第二大城市图阿马西纳的24小时降雨量达484毫米，3天降雨量更高达891毫米。马达加斯加北部总计降雨量约200毫米左右，并且这些降水都是在通常的雨季以外产生。安齐拉纳纳在3天时间里一共下了136毫米雨，相当于当地往年5月降雨总量平均值的8倍，并且这里刚刚开始收获大米和玉米，两种作物都有50%被毁，毁坏的农田有数千公顷。图阿马西纳周边地区因降雨引发了63起山体滑坡，摧毁了16座桥渠。降水还引发大范围洪灾和泥石流，图阿马西纳市内也未能幸免。洪水污染了水井，许多地区停电至少5天之久。马达加斯加西北近海的贝岛有多艘船只倾覆，还有两人因房屋倒塌遇难。图阿马西纳有约16万5000居民家中断水断电。费努阿里武-阿齐纳纳纳有7人死亡，还有17座桥梁不是被毁就是受损。可辛尼至少夺走了马达加斯达共计33人的生命，其中大部分人是淹死，还有5000人无家可归。该国共有50万人直接受到影响，1200人受伤。
气旋可辛尼来袭之时，马达加斯加正处于2001年总统大选之后的政治动荡时期。在任总统迪迪安·拉齐拉卡在选举中不敌马克·拉瓦卢马纳纳，但他拒绝接受结果，并在选举后宣布迁都图阿马西纳。这场政治危机给风暴过后的食品分发工作带来困难，拉齐拉卡位于图阿马西纳的运作中心也因风暴受损。风暴期间，图阿马西纳遭遇严重洪灾，迫使成百上千的居民背离家园。应急志愿者向受灾居民提供水和食品。来自世界卫生组织和无国界医生的工作人员在风暴期间向图阿马西纳居民提供医疗援助。由于许多道路和桥梁受损，卡车无法在该国东部通行，这又进一步造成经济萎缩。到了10月，政治危机终于告一段落，马达加斯加政府也已修复大部分受损基础设施。道路和桥梁的修复共计耗费约250万美元（2002年美元），这些款项由世界银行集团提供的5000万美元信贷支付。由于风暴造成部分区域收成欠佳，世界粮食计划署应马达加斯加政府的请求，从2002年11月开始向39万4250居民提供了共计1万8000公吨食品。风暴过去后，挪威政府捐款120万挪威克朗（相当于2002年的17万2000美元）用于救灾，瑞士政府也提供了约3万3000美元。